# Толмид
Толмид (грч. Τολμίδης, до 446. п. н. е.) је био истакнути атински војсковођа за време Првога пелопонескога рата. У своме походу 455. п. н. е. око Пелопонеза у смеру казаљке на сату остварио је велики успех запаливши спартанску флоту и освојивши стратешки важна места око Пелопонеза. Погинуо је у бици код Коронеје 446. п. н. е.

## Адмирал флоте
Именован је за адмирала атинске флоте 456/455. п. н. е. Било је то током Првога пелепонескога рата. Након атинскога пораза у бици код Танагре уследио је један период успеха, за које је био заслужан Миронид. Толмид је тада тражио и добио одобрење да са 1.000 хоплита и флотом пустоши Лаконију, што до тада нико није успео. Имао је намеру да тајно узме много више хоплита. Прибегао је превари, па је одлазио код најснажнијих младића и говорио им је да ће њих регрутовати, али да је много боље да се пријаве као добровољци. Када је прикупио 3.000 таквих добровољаца, онда је регрутовао 1.000 хоплита, колико му је било одобрено.

## Поход око Пелопонеза у смеру казаљке на сату
Са флотом и 4.000 хоплита најпре је заузео утврђење Метану у Лаконији, а када су Спартанци дошли са војском да поврате утврђење Толмид је отпловио около и напао је главну спартанску луку Гитиј, запалио је бродоградилиште и пустошио је околином. У Гитији је запаљена пелопонеска флота. Заузео је и оближње стратешки важно острво Китеру. Након тога опловио је Кафеленију и напао је и заузео Закинтос. Упловио је онда у Коринтски залив, где је заузео Наупакт, стратешки важну луку. Толмид је на свом путу заузео и Халкиду, која је припадала Коринту. Толмид је свој кружни поход окончао победом над Сикионом у једној бици на северној обали Пелопонеза. Након тога по свој прилици упловио је у мегарску луку. Наупакт, који је освојио у том походу, населио је избеглицама из Месеније, који ће отада бити верни атински савезници на том стратешки важном месту.

## Оснивање клерухија
Толмид је по повратку са успешнога похода учествовао у походу у Беотији. Касније, током 452. п. н. е. водио је 1.000 атинских колониста на Еубеју и Наксос. Радило се о клерусима, тј. колонистима, који су задржавали атинско грађанство и привилегије, па су деловали као империјални колонисти. Такве клерухије би се обично распоређивале на опасна места и обесхрабривале су побуне околних атинских поданика.

## Погибија у бици код Коронеје
Током 447. п. н. е. избила је побуна у Беотији, у Орохомену, Херонеји и другим крајевима Беотије. Побуну су изазвале избеглице, које су раније биле прогнане из Беотије. Када је Толмид тражио војску за поход против Беотије Перикле се оштро противио томе походу упозоравајући на тешке могуће последице. Скупштина је тада изгласала Толмидов поход, иако се Перикле противио. Толмид је са 1.000 хоплита и са савезничком војском кренуо да поврати градове, које су заузеле избеглице у Беотији. Најпре је након опсаде заузео Херонеју. Становништво су продали у робље, а у граду су оставили гарнизон. Беоћани су крај Коронеје припремили задесу за Толмида и ту су га напали док се враћао са војском из Херонеје. У бици код Коронеје 446. п. н. е. Атињани су били поражени, а они који нису изгинули били су заробљени. Толмид је погинуо у бици код Коронеје.

## Последице
Након пораза у бици код Коронеје Атињани су, да би повратили своје заробенике, били присиљени да пристану на ослобођење Беотије. Тиме су се окончале атинске амбиције о копненој империји. Толмидова погибија ослободила је Периклеа политичке опозиције. Показало се да је Перикле био у праву што се опирао Толмидовоме походу на Беотију. Перикле је након тога могао са Спартом да склопи Тридесетогодишњи мир.